# Can Viaplana
|  | Per a altres significats, vegeu «Viaplana». |

Can Viaplana és una masia del poble de Riells del Fai, en el terme municipal de Bigues i Riells, al Vallès Oriental. Està protegida com a Bé Cultural d'Interès Local.
Està situada a ponent del nucli principal de Riells del Fai, al costat oest de la carretera davant del lloc on el poble queda a l'altre costat de la BV-1483.

## Descripció
És una masia de grans dimensions, amb molts edificis annexos de diferents èpoques. La construcció principal és de planta baixa, pis i golfes, amb tres cossos perpendiculars a la façana i coberta de teula àrab a dues aigües, amb carener també perpendicular a façana. Tot el recinte està protegit per un muret o, en els punts on no és necessari, pels mateixos cossos annexos.
Les obertures estan emmarcats per pedra de la zona treballada, amb una portalada d'arc de mig punt adovellat. La façana principal està revestida amb calç pintada, decorada amb medallons. Es un d'aquests medallons s'hi pot llegir la data de 1800. Des les construccions annexes, podem determinar que són posteriors a l'edifici principal.

## Història
Aquest mas apareix documentat en el fogatge de 1553, habitat per Joan Viaplana. En un document de l'any 1580 consta que paga rendes al monestir de Sant Miquel del Fai. La casa es degué reformar l'any 1924 com indica la data de la façana i el tipus de finestra del pis superior.
Tradicionalment es dedicava a la pagesia, principalment de les oliveres i del bestiar. En l'actualitat, a més, la casa ha estat transformada en casa dedicada al turisme rural.